# پروتکوواسور
پروتکوواسور (نام علمی: Protecovasaurus) نام یک سرده از رده خزندگان است.